# ギーゼラ・フォン・シュヴァーベン
ギーゼラ・フォン・シュヴァーベン（Gisela von Schwaben, 990年11月11日 - 1043年2月14日）は、神聖ローマ皇帝コンラート2世の皇后で皇帝ハインリヒ3世の母。コンラディン家のシュヴァーベン公ヘルマン2世の娘。

## 生涯
ギーゼラはシュヴァーベン公ヘルマン2世とゲルベルガ（ブルグント王コンラートの娘）との間に生まれた。両親ともカール大帝の子孫にあたる。
1002年頃、最初にザクセン貴族のブラウンシュヴァイク伯ブルノ1世と結婚した。ブルノの死後、1012年頃にバーベンベルク家のエルンスト1世と結婚した。エルンスト1世はギーゼラの弟ヘルマン3世の死後にシュヴァーベン公位を与えられたが、この結婚はその継承を正当化するためのものであった。1015年にエルンスト1世が死去した後は、幼い息子エルンスト2世の摂政となった。後にギーゼラは3度目の夫コンラート2世により摂政位から外され、エルンスト2世と義父にあたるコンラート2世との間の対立の一因となった。
3度目の夫であるコンラート2世との結婚は1017年1月以前に行われたが、コンラート2世は1024年にローマ王に選ばれ、さらに1027年には神聖ローマ皇帝となった。メルゼブルクのティートマールによると、マインツ司教アリボはギーゼラとコンラート2世との近い血縁ゆえに、ギーゼラへの皇后としての戴冠を拒否した。しかし、コンラートが皇帝として戴冠された13日後には、ケルン大司教ピルグリムが代わってギーゼラへの戴冠を行った。
ギーゼラは帝国議会に参加し、また、叔父ルドルフ3世からアルル王国を夫コンラート2世に継承させるなど、政治的な役割を果たした。また、教会の会議にも参加した。姉マティルデの娘ゾフィーおよびベアトリスについても、それぞれがバル女伯およびトスカーナ辺境伯領の摂政として政治的な役割を果たせるよう取り計らった。1039年に夫コンラート2世が死去した際、ギーゼラと息子ハインリヒ3世は葬儀を執り行った。
ギーゼラは1043年に、赤痢のためゴスラーの宮殿で亡くなり、他の帝室の一員とともにシュパイアー大聖堂に埋葬された。墓は1900年に開けられ、ミイラ化した遺体から、身長172cmでブロンドの髪であったことが判明した。

## 子女
ブラウンシュヴァイク伯ブルノ1世との間に以下の子女をもうけた。
- リウドルフ（1003年頃 - 1038年） - フリースラント辺境伯
- 娘（1004年頃 - ?） - フォルムバッハ伯ティエモ2世と結婚
- ギーゼラ（1005年頃 - 1052年頃） - ザンガーハウゼン伯ベルトルトと結婚

シュヴァーベン公エルンスト1世との間に以下の子女をもうけた。
- エルンスト2世（1013年頃 - 1030年） - シュヴァーベン公
- ヘルマン4世（1015年頃 - 1038年） - シュヴァーベン公

神聖ローマ皇帝コンラート2世との間に以下の子女をもうけた。
- ハインリヒ3世（1017年 - 1056年）[5] - 神聖ローマ皇帝
- マティルデ（1027年 - 1034年） - フランス王アンリ1世と婚約
- ベアトリクス（1030年頃 - 1036年）